# Fitód borvízforrásai
A hosszúaszói völgyben fekvő Fitód borvízforrásai a Fitód-pataka mentén törnek a felszínre.

## Története
Benkő Károly 1853-ban írt Csík, Gyergyó, Kászon leírások. Két t.i. általános és részletes osztályokban c. kötetében már említést tesz a Fitód-pataka völgyében feltörő forrásokról, „...északon – gyenge, fejér színű zavaros”, a „... délin – jó iható kén és vas anyagokból áll”.  Vitos Mózes szerint a Fitódi borvíz néven ismert forrás „ édesvizzel elvegyülvén, fehérszínű, zavaros és egy kissé gyenge, de azért iható és mindennapi használatban van.” (Csíkmegyei füzetek, 1894)
A településen ismert még két borvizes kút, valamint a Fitódeleji-, Puskaporos-, Vargák- és az Adorján-borvíz. Az utóbbi három forrást lelkes csíkszeredai környezetvédők az elmúlt években[mikor?] újrafoglalták. Fitódon  létezik még egy hidrogeológiai fúrással feltárt forrás, az F327-es, mely magánkézben van. Egyéb kisebb források is léteznek a környéken.
A település keleti határában, a Puskaporos borvíz mellett régen fürdőmedencét alakítottak ki. A Kőszegi-fürdő napjainkban elhagyatott, csak a medence romjai láthatók.

## Jellegzetessége
A fitódi borvízforrások kalcium-hidrogénkarbonátos és magnézium- kalcium-hidrogénkarbonátos típusú ásványvizek.